# Kanton Saint-Hilaire-de-Riez
 Saint-Hilaire-de-Riez is een kanton van het Franse departement Vendée. Het kanton maakt deel uit van het arrondissement Les Sables-d'Olonne. In 2020 telde het 49.398 inwoners.
Het kanton werd gevormd ingevolge het decreet van 17 februari 2014 met uitwerking op 22 maart 2015 met gemeenten uit het opgeheven kanton Saint-Gilles-Croix-de-Vie. Het kreeg Saint-Hilaire-de-Riez als hoofdplaats.

## Gemeenten
Het kanton omvat de volgende 13 gemeenten : 
- L'Aiguillon-sur-Vie
- Brem-sur-Mer
- Bretignolles-sur-Mer
- La Chaize-Giraud
- Coëx
- Commequiers
- Le Fenouiller
- Givrand
- Landevieille
- Saint-Gilles-Croix-de-Vie
- Saint-Hilaire-de-Riez (hoofdplaats)
- Saint-Maixent-sur-Vie
- Saint-Révérend